# البوابة (رواية)
البوابة (بالإنجليزية: Gateway)‏ هي رواية خيال علمي صدرت عام 1977 للكاتب الأمريكي فريدريك بول. إنها الرواية الافتتاحية في ملحمة هيتشي، مع أربع تتابعات (خمسة كتب إجمالاً). حازت جيت واي على جائزة هوغو لأفضل رواية عام 1978، وجائزة لوكاس لعام 1978 لأفضل رواية، وجائزة نيبولا لعام 1977 لأفضل رواية، وجائزة جون دبليو كامبل التذكارية لعام 1978 لأفضل رواية خيال علمي. تم تكييف الرواية في لعبة كمبيوتر في عام 1992.

## تاريخ النشر
تم نشر البوابة في سلسلة جالاكسي قبل نشرها بغلاف مقوى في فصل ختامي قصير، قُطع قبل النشر، نُشر لاحقًا في عدد أغسطس 1977 من جالاكسي.

## ملخص المؤامرة
البوابة هي محطة فضائية مبنية على كويكب أجوف تم بناؤه بواسطة هيتشي، وهو جنس فضائي اختفى منذ فترة طويلة. حقق البشر نجاحًا محدودًا في فهم تقنية هيتشي الموجودة هناك وفي أماكن أخرى من النظام الشمسي. تدير شركة (كوربراشن جيت واي) الكويكب نيابة عن حكومات الولايات المتحدة الأمريكية، والاتحاد السوفيتي، وآسيا الشعبية الجديدة، واتحاد الزهرة، والولايات المتحدة في البرازيل.
هناك ما يقرب من ألف مركبة فضائية صغيرة مهجورة في جيتواي. من خلال التجربة والخطأ الخطرين للغاية، يتعلم البشر كيفية تشغيل السفن. تم تحديد ضوابط اختيار الوجهة، لكن لا أحد يعرف أين سيأخذ مكان معين السفينة أو المدة التي ستستغرقها الرحلة؛ الجوع خطر. محاولات الهندسة العكسية لمعرفة كيفية عملهم انتهت بكارثة فقط، كما هو الحال مع تغيير الإعدادات في منتصف الرحلة. تؤدي معظم الإعدادات إلى أماكن غير مجدية أو مميتة. ومع ذلك، فإن القليل منها يؤدي إلى اكتشاف القطع الأثرية من هيتشي والكواكب الصالحة للسكن، مما يجعل الركاب وشركة (كوربراشن جيت واي) أثرياء للغاية. تأتي السفن بثلاثة أحجام قياسية، والتي يمكن أن تستوعب شخصًا واحدًا أو ثلاثة أو خمسة أشخاص كحد أقصى، ومليئة بالمعدات ونأمل أن يكون طعامًا كافيًا للرحلة. بعض «الثلاثيات» والعديد من «الخمسات» مدرعة. تتضمن كل سفينة هبوطًا لزيارة كوكب أو أي كائن آخر في حالة العثور على أحدها.
على الرغم من المخاطر، يأمل الكثير من الناس على الأرض الفقيرة والمكتظة بالجوع في الذهاب إلى جيتواي. روبينيت ستيتلي برودهيد - المعروفة باسم روبين أو روب أو روبي أو بوب، اعتمادًا على الظروف وحالته الذهنية - هي عامل منجم صخري للطعام على الأرض يفوز باليانصيب، مما يمنحه ما يكفي من المال لشراء تذكرة ذهاب فقط إلى بوابة. بمجرد وصوله إلى هناك، يخاف من الخطر والتأخير في القيام بمهمة ما قدر استطاعته. في غضون ذلك، أصبح متورطًا بشكل رومانسي مع امرأتين مختلفتين، واستقر في النهاية على جيلي كلارا موينلين، مساعده في التأخير المخيف. في النهاية بدأ ينفد من المال، وعلى الرغم من خوفه فقد خرج في ثلاث رحلات. الأول غير ناجح وبعد ذلك يرتفع التوتر بين بوب وكلارا حتى يخوض قتال يتحول فجأة إلى ضرب شرس من بوب يبدو أنه نابع من الانجذاب الجنسي المثلي المكبوت. في الرحلة الثانية، اكتشف اكتشافًا من خلال تجربة غير مصرح بها، لكن المكافأة التي حصل عليها يقابلها عقوبة كبيرة لإعاقة السفينة. في رحلته الثالثة، حاولت شركة (كوربراشن جيت واي) شيئًا مختلفًا: إرسال سفينتين مدرّعتين من خمسة أشخاص، واحدة خلف الأخرى قليلاً، إلى نفس الوجهة، واحدة رفضت باعتبارها خطرة بشكل خاص من قبل معظم أجهزة الكمبيوتر الملاحية في السفينة. وقع بوب في حالة من اليأس، إلى جانب كلارا، التي تكافح مع مخاوفها الخاصة.
عندما تصل السفن، يجد أطقمها رعبهم أنهم في قبضة الجاذبية لثقب أسود بدون طاقة كافية للتحرر. يبتكر الطاقم خطة هروب يائسة: حرك الجميع في سفينة واحدة وأخرج الأخرى نحو الثقب الأسود، وبالتالي اكتساب دفعة كافية للهروب. يعمل برودهيد بشكل محموم لنقل المعدات غير الضرورية لإفساح المجال، ويجد نفسه وحيدًا في السفينة الخطأ عندما ينفد الوقت. يغلق الفتحة حتى يمكن المضي قدمًا في الخطة بالصدفة، سفينته هي التي تتحرر، تاركة بقية أفراد الطاقم يسقطون في الثقب الأسود.
يعود برودهيد إلى جيت واي بمفرده ويتلقى المكافأة بالكامل. إنه يشعر بالذنب الهائل للناجين لتركه زملائه في الطاقم، وخاصة كلارا، وهو غير متأكد مما إذا كان ينوي التضحية بنفسه أو بالآخرين، لذلك بمجرد عودته إلى الأرض كرجل ثري، يبحث عن العلاج من برنامج معالج فرويد للذكاء الاصطناعي والذي يسميه سيجفرد فون إنكمش.
يتناوب السرد بمرور الوقت بين تجربة برودهيد على جيت وايوجلساته مع سيجفرد، والتي تتقارب في اللحظة المؤلمة بالقرب من الثقب الأسود. يساعده سيجفرد على إدراك أنه بسبب تمدد وقت الجاذبية لحقل الجاذبية الهائل للثقب الأسود، فإن الوقت يمر ببطء أكبر بكثير بالنسبة لزملائه السابقين في الطاقم ولم يمت أي منهم بالفعل حتى الآن. ومع ذلك يخلص برودهيد إلى أن هذا يعني أنهم سيظلون يموتون عندما يموت بعد عدة عقود، مع استمرار كلارا في الاعتقاد بأنه خانهم لإنقاذ نفسه.
يوجد أيضًا في السرد العديد من تقارير المهام (عادةً مع الوفيات)، وفتحات القائمة، والنشرات الفنية، والمستندات الأخرى التي قد يكون برودهيد قد قرأها على جيت واي، مما يضيف إلى التحقق. يتم تقديم الجانب الاقتصادي للمعيشة في جيت واي بالتفصيل، بدءًا من العقد الذي يجب على جميع المستكشفين إبرامه مع شركة (كوربراشن جيت واي)، بما في ذلك كيفية تحديد بعض الجوائز.

## استقبال
استعرض ك. بن اوستراندر جيت واي في ذا سبيس جيمر رقم 12. وعلق أوستراندر قائلاً: «لقد أحببت هذا الكتاب. أنا أحب الكتب التي لا تحل المشاكل الكبيرة، لكنها تهتم بالشخصيات.» 

## روابط خارجية
- البوابة كما هي متسلسلة في مجرة الخيال العلمي الأجزاء الأول والثاني والثالث في أرشيف الإنترنت